# Kernkampella appendiculata
Kernkampella appendiculata är en svampart som först beskrevs av Lagerh. & Dietel, och fick sitt nu gällande namn av G.F. Laundon 1975. Kernkampella appendiculata ingår i släktet Kernkampella och familjen Raveneliaceae.   Inga underarter finns listade i Catalogue of Life.